# نیکه لورنتز
نیکه لورنتز (آلمانی: Nike Lorenz؛ زادهٔ ۱۲ مارس ۱۹۹۷) بازیکن هاکی روی چمن زن اهل آلمان است. او نماینده کشور خود در المپیک تابستانی 2016 بود .  در دسامبر 2019 ، او نامزد دریافت جایزه ستاره برتر سال FIH شد .